# Gioia del Volley
Pour les articles homonymes, voir Gioia.
Le club de volley-ball masculin de Gioia del Colle (et qui a changé plusieurs fois de nom en raison de changements de sponsors principaux), évolue au deuxième niveau national (Serie A2).

## Palmarès
Néant.

## Entraîneurs
- 2001-2002 :  Daniel Castellani

## Effectif de la saison en cours
Entraîneur : Giuseppe Lorizio puis Vincezo Mastrangelo  Italie ; entraîneur-adjoint : Fabrizio Grezio  Italie
| No | Nom                        | Taille | Nationalité |
| -- | -------------------------- | ------ | ----------- |
| 1  | Marco Fabroni              | 1,90   | Italie      |
| 2  | Simone Spennato            | 1,85   | Italie      |
| 3  | Giuseppe Costantino*       | 2,02   | Italie      |
| 4  | Vladimir Batez             | 1,94   | Monténégro  |
| 5  | Matteo Giovannetti         | 2,01   | Italie      |
| 6  | Giacomo Viva               | 1,96   | Italie      |
| 7  | Massimo Gelli              | 2,00   | Italie      |
| 8  | Peter Divis                | 1,98   | Slovaquie   |
| 9  | Giovani Polidori           | 2,02   | Italie      |
| 11 | Manius Abbadi              | 2,02   | Brésil      |
| 14 | Lorenzo Tedeschi           | 1,96   | Italie      |
| 15 | Mather Christiansen Birger | 1,92   | Norvège     |
| 16 | Paolo Emilio Baldaccini    | 2,02   | Italie      |

- Giuseppe Costantino a été transféré en cours de saison.

## Joueurs majeurs

### Du monde entier
- Marcus Nilsson  Suède (pointu, 2,06 m)

### Les Français et Gioia del Colle
- Luc Marquet (réceptionneur-attaquant)